# Baron (Saona i Loara)
Baron – miejscowość i gmina we Francji, w regionie Burgundia-Franche-Comté, w departamencie Saona i Loara.
Według danych na rok 1990 gminę zamieszkiwały 184 osoby, a gęstość zaludnienia wynosiła 14 osób/km² (wśród 2044 gmin Burgundii Baron plasuje się na 727. miejscu pod względem liczby ludności, natomiast pod względem powierzchni na miejscu 741.).